# Пылаевский сельсовет
Пылаевский сельсовет — сельское поселение в Первомайском районе Оренбургской области Российской Федерации.
Административный центр — село Озёрное.

## История
9 марта 2005 года в соответствии с законом Оренбургской области № 1907/315-III-ОЗ образовано сельское поселение Пылаевский сельсовет, установлены границы муниципального образования.

## Население
| 2010 | 2012 | 2013 | 2014 | 2015 | 2016 | 2017 |
| ---- | ---- | ---- | ---- | ---- | ---- | ---- |
| 960  | ↘952 | ↘933 | ↘930 | ↘907 | ↘877 | ↘849 |
| 2018 | 2019 | 2020 | 2021 |      |      |      |
| ↗854 | ↘844 | ↘835 | ↘819 |      |      |      |

## Состав сельского поселения
| № | Населённый пункт | Тип населённого пункта       | Население |
| - | ---------------- | ---------------------------- | --------- |
| 1 | Луч              | посёлок                      | 253       |
| 2 | Озёрное          | село, административный центр | 707       |